# Тетратиоцианатомеркурат(II) цинка
Тетратиоцианатомеркура́т(II) ци́нка — неорганическое соединение,
комплексная соль цинка, ртути и роданистоводородной кислоты
с формулой Zn[Hg(SCN)4],
светло-розовые кристаллы,
не растворяется в воде,
образует кристаллогидрат.

## Получение
- Добавление раствора тиоцианата аммония к смеси растворов хлорида ртути(II) и хлорида цинка:

{\displaystyle {\mathsf {NH_{4}SCN+ZnCl_{2}+HgCl_{2}\ {\xrightarrow {}}\ Zn[Hg(SCN)_{4}]\downarrow +NH_{4}Cl}}}

## Физические свойства
Тетратиоцианатомеркурат(II) цинка образует светло-розовые кристаллы
тетрагональной сингонии,
пространственная группа I 4,
параметры ячейки a = 1,10912 нм, c = 0,44414 нм, Z = 2
.
Слабо растворяется в воде.
Образует кристаллогидрат состава Zn[Hg(SCN)4]•6H2O — кристаллы
тетрагональной сингонии,

параметры ячейки a = 0,7823 нм, c = 0,4319 нм.